# Athysanella nacazarana
Athysanella nacazarana är en insektsart som beskrevs av Henry Fairfield Osborn 1930. Athysanella nacazarana ingår i släktet Athysanella och familjen dvärgstritar. Inga underarter finns listade i Catalogue of Life.